# Derwent Entertainment Centre
Das Derwent Entertainment Centre (aktuell MyState Bank Arena) ist eine Multifunktionsarena in der 601 Brooker Highway in Glenorchy, im australischen Bundesstaat Tasmanien. Hauptnutzer ist das australische Basketballteam der Tasmania JackJumpers, das in der National Basketball League antritt.